# میشلدورف
میشلدورف (به آلمانی: Micheldorf) یک منطقهٔ مسکونی در اتریش است که در ناحیه کورچ‌دروف ان در کرمس واقع شده‌است.

## خصوصیات
میشلدورف ۵۰٫۳ کیلومترمربع مساحت دارد  ۴۶۵ متر بالاتر از سطح دریا واقع شده‌است.